# Maren Haugli
Maren Haugli-Tufto (ur. 3 marca 1985 w Hønefoss) – norweska panczenistka, zawodniczka klubu Jevnaker Idrettsforening.

## Kariera
Największy sukces w karierze Maren Haugli osiągnęła 4 marca 2006 roku, kiedy zajęła trzecie miejsce w biegu na 3000 m podczas zawodów Pucharu Świata w Heerenveen. Wyprzedziły ja wtedy tylko Kanadyjka Cindy Klassen oraz Niemka Claudia Pechstein. W klasyfikacji końcowej najlepszy wynik osiągnęła w sezonie 2009/2010, kiedy była szósta w klasyfikacji 3000/5000 m. W 2006 roku brała udział w igrzyskach olimpijskich w Turynie, zajmując między innymi siódme miejsce w biegu drużynowym oraz ósme na dystansie 5000 m. Na rozgrywanych cztery lata później igrzyskach w Vancouver była piąta w biegu na 5000 m i ósma na dystansie 3000 m. Nigdy nie zdobyła medalu mistrzostw świata, jej najlepszymi wynikami były piąte miejsce podczas wielobojowych mistrzostw świata w Calgary w 2006 roku oraz piąte miejsce w biegu na 5000 m podczas mistrzostw świata na dystansach w Salt Lake City w 2007 roku. W 2012 roku zakończyła karierę.
Jej dziadek, Sverre Ingolf Haugli oraz brat, Sverre Haugli również uprawiali łyżwiarstwo szybkie.